# Судомско побрђе
Судомско побрђе (рус. Судомская возвышенность) моренско је узвишење у виду побрђа у централном делу Псковске области на западу европског дела Руске Федерације. Побрђе је смештено у међуречју Великаје, Сорота, Шелоња и Черјохе и представља развође између слива Нарве на западу и Неве на истоку. Побрђе је са свих страна окружено низијама, на северу је Хиловска, западу Псковска, југу Соротска и на истоку Прииљмењска низија.
Подручје има овалну форму издужену у смеру североисток-југозапад у дужини од 35 до 40 километара. цело подручје обухвата територију површине од око 1.200 км². Највиша тачка је брдо Судома са надморском висином од 293 метра.
На подручју Судомског побрђа свој ток започињу реке Судома, Уза и Шелоњ.
Административно, подручје Судомског побрђа подељено је између Порховског, Дедовичког, Новоржевског и Островског рејона.

## Видети
- Псковска област